# BSV 92 Berlin
Ne pas confondre avec le Berliner TuFC Union 1892 qui fusionna en 1927 avec le Berliner FC Vorwärts 1890 pour former l'actuel SV Blau-Weiß Berlin
Pour les articles homonymes, voir BSV.
Maillots
Le BSV 92 Berlin  (Berliner SV 92 en allemand) est un club omnisports allemand basé à Berlin.
Ce club compte vingt sections différentes, dont le football, le handball, le basket-ball, la gymnastique, le hockey sur gazon, le judo, la natation, le rugby ou encore le tennis.
Le club tire son nom actuel d'une fusion survenue en 1914 entre le Berliner TuFC Britannia 1892 et le Berliner FC Fortuna 1894.

## Dates clés
- 1892 - fondation du club sous le nom de BERLINER THOR und FUSSBALL-CLUB BRITANNIA 1892
- 1894 - fondation de BERLINER FUSSBALL CLUB FORTUNA 1894.
- 1914 - 10/12/1914, fusion avec BERLINER FUSSBALL CLUB FORTUNA 1894 et changement d'appellation en BERLINER SPORT-VEREIN 1892.
- 1945 - dissolution par les Alliés et reconstitution sous le nom de SG WILMERSDORF.
- 1948 - change sa dénomination en BERLINER SPORT-VEREIN 1892.

## Histoire

### Berliner TuFC Britannia
Le club fut fondé le 2 juillet 1892 sous l'appellation Berliner Thor-und Fussball Club Britannia 1892 . Après quatre ans d'existence, le club s'affilie à l’Allgemeinen Deutscher Sport Bund et en remporta le premier championnat lors de la saison 1896-1987.
Deux ans plus tard, le BTuFC rejoignit la Verband Berliner Ballspielvereine ou VBB .
En janvier 1900, le BTuFC 1892 fut un des fondateurs de la Fédération allemande de football (DFB).
Jusqu'en 1901, le club évolua à Tempelhof puis déménagea vers l'hippodrome du Sportpark de Friedenau.
En 1904,  le BTuFC 1892 devait disputer la finale du championnat national, contre le VfB Leipzig. Les Berlinois étaient favoris, bien que jouant contre le tenant du titre. Mais cette rencontre ne se joua jamais. Le titre 1904 ne fut finalement pas attribué. La raison vint d'une réclamation introduite par le Karlsruher FV, battu (6-1) en quart de finale par Berlin et...à Berlin. Ce fait était à la base de la plainte car les matches devaient avoir lieu sur terrain neutre. lme 29 mai 1904, soit le matin du match, la DFB se réunit à Cassel où le match était prévu (les deux équipes avait effectué le déplacement) et décida d'annuler la finale ! Le motif de l'annulation fut que la règle de neutralité du terrain (tous les matches éliminatoires avaient été joués sur le terrain d'un des deux clubs concernés) n'avait pas été respectée.
Par la suite, le Britannia presta des saisons irrégulières. En 1908, le club joua ses rencontres à domicile au Viktoria-Sportplatz, dans la Eisenacherstraße de Mariendorfer.  La saison suivante, il déménagea à la Forkenbeckstraße de Schmargendorf.
À la fin de la saison 1913-1914, le club fut relégué hors de la plus haute division berlinoise. Le Britannia fusionna alors avec le Berliner FC Fortuna 1894.

### Berliner FC Fortuna 1894
Le BFC Fortuna 1894 a été fondé le 1er novembre 1894.  Ses fondateurs étaient d'anciens membres de clubs récemment dissous, le Semonia Berlin et le Berliner FC Hercynia. Le Fortuna 1894 joua à Tempelhof. Ses couleurs étaient Bleu et Noir.
En 1897, le club participa à la création de la Verbands Berliner Ballspielvereine. 
En 1900, le  BFC Fortuna 1894 fut un des fondateurs de la Fédération allemande de football' (DFB).
De 1900 à 1904, le club évolua dans la plus haute division berlinoise. Il en fut ensuite relégué et n'y remonta plus. En 1910, le Fortuna joua la finale de la Berliner Landespokal, mais s'inclina contre Weißenseer FC (1-4).
En 1914, le Berliner FC Fortuna 1894 fusionna avec le Berliner TuFC Britannia 1892.

### Berliner SV 1892
La fusion entre le Britannia 1892 et le Fortuna 1894 fut entérinée juste après le déclenchement de la Première Guerre mondiale. En raison du fort sentiment anti-britannique qui prévalait à cette époque, le club changea son appellation et, le 10 décembre 1914 devint le Berliner Sport Verein 1892.
Le BSV 92 resta anonyme jusqu'en 1933. À ce moment, il fut repris pour évoluer en Gauliga Berlin-Brandenbourg, une des seize ligues créées à la suite de la réforme des compétitions de football, exigée par les Nazis dès leur arrivée au pouvoir. Le club remporta trois fois cette ligue.
À la fin de la Seconde Guerre mondiale, le club fut dissous par les Alliés, comme tous les autres clubs ou associations allemands.

### Reconstitution en 1945
Dissous en début d'année 1945, le club fut rapidement reconstitué sous le nom de Sportgemeinschaft (SG) Wilmersdorf.  En 1946, le club remporta la ligue berlinoise et en termina 2e les deux saisons suivantes.
En vue de la saison 1948-1949, le club retrouva sa dénomination de Berliner SV 92 et remporta la Oberliga Berlin. Le club réitéra cette performance en 1954.
Lors de la création de la Bundesliga, le club évolua en Regionalliga (équivalent D2) jusqu'en 1969-1970. Relégué en Amateurliga Berlin, le BSV 92 y fut champion en 1971 et remponta en Regionalliga jusqu'à la création de la 2. Bundesliga en 1974. Le club fut alors replacé en Oberliga Berlin, cette série étant recréée en tant que niveau 3.
Sauvé de justesse en 1977-1978, le Berliner SV 92 descendit en Amateur Liga Berlin, à la fin de la saison suivante.
En 1995, le BSV 92 remonta dans la plus haute division amateur berlinoise, devenue entre-temps la Verbandsliga. Il n'y resta qu'une seule saison. Le club resta par la suite dans les plus basses divisions de la pyramide allemande.

## Palmarès

### BTuFC 1892
- Champion de la Allgemeinen Deutscher Sport Bund: 1897.
- Champion de la Verband Berliner Ballspielvereine: 1898.
- Champion de la Verband Deutscher Ballspielvereine: 1903, 1904.
- Champion Oberliga Berlin: 1949, 1954,

### Berliner SV 92
- Champion de la Gauliga Berlin-Brandenbourg: 1936, 1938, 1943.
- Champion de la ligue berlinoise : 1946 (sous le nom de SG Wilmersdorf)

### Handball
- Championnat d'Allemagne (3) : 1948 (non reconnu par la fédération allemande que ne fut (re)créée qu'en octobre 1949 seulement), 1956 et 1964

## Sources et liens externes
Page ad-hoc surWikipédia en allemand et en anglais.
- Site officiel du Berliner SV 92